# Lungs (álbum)
Lungs —en español: Pulmones— es el álbum debut del grupo británico de indie rock Florence and the Machine, lanzado el 6 de julio de 2009 por Island Records. El álbum debutó en el número dos en el UK Albums Chart, donde se mantuvo por cinco semanas después de su lanzamiento. El 10 de enero de 2010 volvió a las listas de popularidad inglesas posicionándose en el número dos durante seis semanas. La siguiente semana alcanzó su posición máxima en el número uno, donde permaneció durante dos semanas consecutivas. Desde entonces permaneció durante sesenta y cinco semanas consecutivas en el top 40. También alcanzó la posición número dos, donde se mantuvo seis semanas en el Irish Albums Chart. Lungs ha recibido generalmente críticas favorables por parte de los críticos de música. Adicionalmente, el álbum ganó el premio Mejor álbum británico en los Brit Awards de 2009.

## Producción
Florence and the Machine grabó Lungs en Reino Unido con cuatro diferentes productores —Paul Epwort (que anteriormente había trabajado con otros artistas, incluyendo Bloc Party, Maximo Park y Kate Nash), James Ford (quien es parte de la banda de electrónica Simian Mobile Disco), Stephen Mackey y Charlie Hugall—. La mayoría de las canciones del álbum fueron mezcladas por Cenzo Townshend.
La mayoría de las canciones que componen Lungs tratan sobre la violencia y la muerte. Cuando el semanario inglés NME le preguntó al grupo sobre la temática del álbum, la vocalista, Florence Welch respondió "Bueno, ¿qué otro tema hay? Recuerdo darme cuenta de que mis padres iban a morir y llorar por ello. Lloraba como si mi padre hubiera muerto en realidad".

## Recepción de la crítica

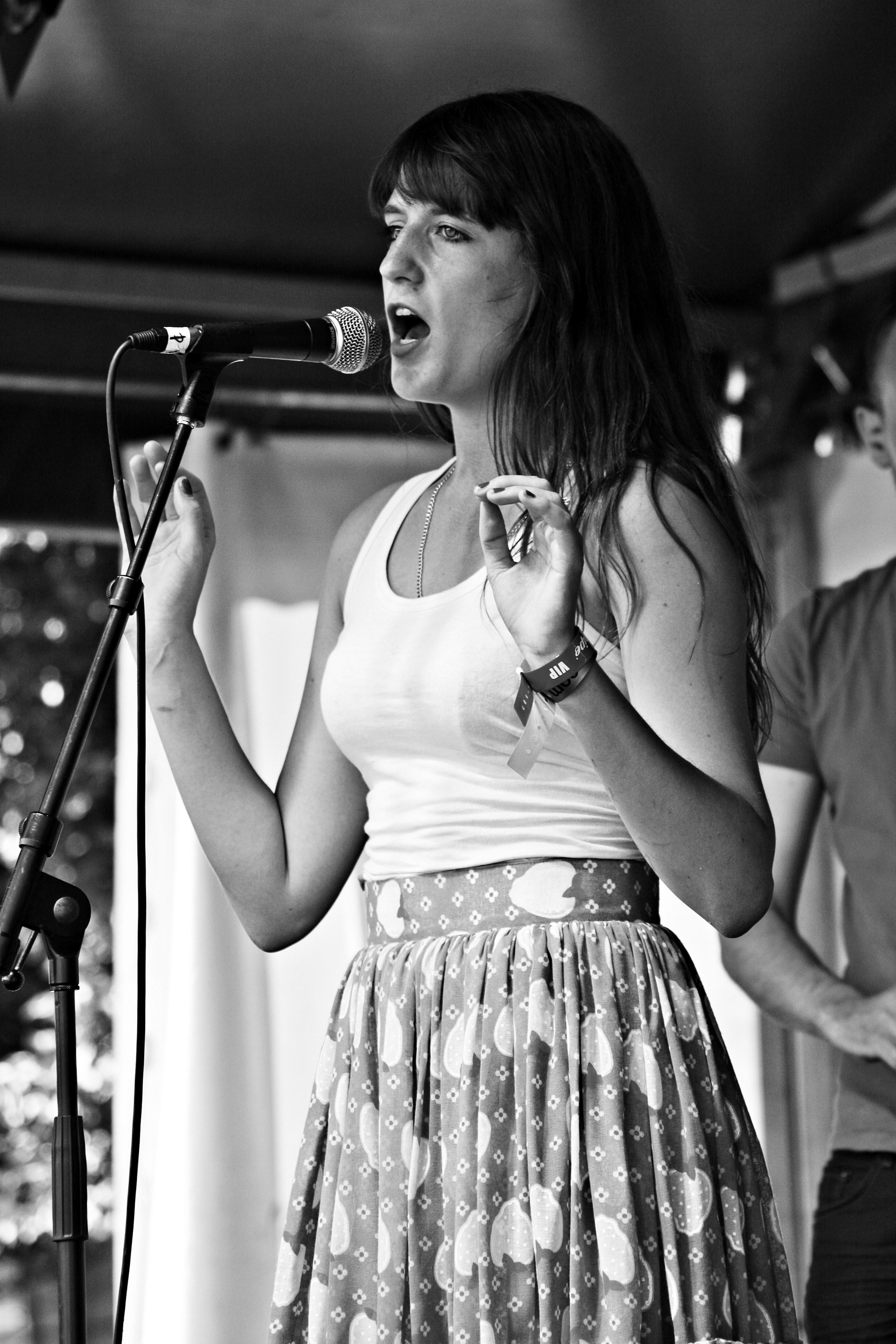
Florence and the Machine en un concierto en Londres.

Lungs recibió generalmente críticas positivas, basándose en el puntaje de 79 sobre 100 en Metacritic. James Christopher Monger de Allmusic elogió al álbum dando cuatro estrellas de cinco. «Lungs es uno de los álbum más musicalmente maduros y emocionalmente fascinantes de 2009. Con una arsenal de armas que incluía diversas influencias musicales, como la audacia musical de Kate Bush, la entrega sin miedo de Sinéad O'Connor, y la oscuridad, vulnerabilidad, y desquicio de Fiona Apple.» Ryan Dombal del Pitchfork Media dio una crítica positiva del álbum, alabando el estilo musical de este «La voz de Welch me recuerda a la de las vocalistas de las bandas de garage rock, con un toque épico de soul (...) y –lo mejor de todo– una marca mística de pop muy parecida a la de Annie Lennox, Grace Slick, y Joanna Newsom.» Joseph Brannigan Lynch del Entertainment Weekly dio una crítica positiva del álbum «Es un impecablemente construido indie pop que recuerda a Regina Spektor, pero sin la esensia de estudio de Spektor: Welch está más preocupada por la liberación emocional.» Melissa Maerz de la revista Spin se mantuvo parcial, «Por la manera en que ella canta, con grandes golpes y gruñidos de Teen Wolf, a lo místico de sus baladas estilo art-rock, hay suficiente drama en las canciones para crear un musical de Broadway. Pero su entrega es tan comprometida que en ocasiones parece poco genuina.» Sophie Bruce de BBC Music dio una crítica positiva del álbum, «Con innumerables esperanzas y sueños, este álbum te lleva a un lugar del que jamás querrás volver.» Emily Tartanella, escribió para PopMatters, «Lungs es un perfecto debut, una maraña inmensa de influencias, desde Kate Bush a Tori Amos hasta la electrónica británica, con la voz de Florence opacando la mayoría de la obra», describiendo la voz de Florence como «una mezcla de jazz, folk y blue-eyed soul, un tipo de voz que no se había escuchado hace tiempo.» Jon Dolan de Rolling Stone dio una crítica positivia del álbum «las mejores partes del álbum son como ser perseguido a través de una noche sin luna por una bruja sexy.» Nick Day de Slant Magazine consideró la música de Welch «particularmente sensitiva» y su voz como «un fino balance entre la elegancia y el frenesí.»

## Sencillos
| Año  | Sencillo                     | Posiciones | Posiciones | Posiciones | Posiciones | Posiciones | Posiciones | Posiciones | Posiciones | Posiciones | Posiciones | Certificaciones | Álbum |
| Año  | Sencillo                     | RU         | AUS        | AUT        | BEL (FLA)  | BEL (WAL)  | IRL        | NZ         | CAN        | EU         | US         | Certificaciones | Álbum |
| ---- | ---------------------------- | ---------- | ---------- | ---------- | ---------- | ---------- | ---------- | ---------- | ---------- | ---------- | ---------- | --------------- | ----- |
| 2008 | "Kiss with a Fist"           | 51         | —          | —          | —          | —          | —          | —          | —          | —          | —          |                 | Lungs |
| 2008 | "Dog Days Are Over"          | 23         | 69         | —          | 21         | 69         | 6          | 27         | 19         | 52         | 21         | - NZ: Oro       | Lungs |
| 2009 | "Rabbit Heart (Raise It Up)" | 12         | —          | —          | 50         | —          | 41         | —          | —          | —          | —          |                 | Lungs |
| 2009 | "Drumming Song"              | 54         | —          | —          | —          | —          | —          | —          | —          | —          | —          |                 | Lungs |
| 2009 | "You've Got the Love"        | 5          | 9          | 28         | 25         | 55         | 16         | —          | —          | 20         | —          | - AUS: Platino  | Lungs |
| 2010 | "Cosmic Love"                | 51         | —          | —          | 55         | —          | 3          | —          | —          | —          | —          |                 | Lungs |
| 2010 | "Heavy in Your Arms"         | 53         | —          | —          | —          | —          | —          | —          | —          | —          | —          |                 | Lungs |

## Lista de canciones
| N.º   | Título                       | Escritor(es)                                 | Productor(es)  | Duración |  |
| 1.    | «Dog Days Are Over»          | Florence Welch, Isabella Summers             | James Ford     | 4:13     |  |
| 2.    | «Rabbit Heart (Raise It Up)» | Welch, Paul Epworth                          | Epworth        | 3:52     |  |
| 3.    | «I'm Not Calling You a Liar» | Welch, Summers                               | Ford           | 3:05     |  |
| 4.    | «Howl»                       | Welch, Epworth                               | Epworth        | 3:34     |  |
| 5.    | «Kiss with a Fist»           | Welch, Matt Alchin                           | Stephen Mackey | 2:04     |  |
| 6.    | «Girl with One Eye»          | Alchin, David Ashby, James McCool            | Mackey         | 3:39     |  |
| 7.    | «Drumming Song»              | Welch, Ford, Crispin Hunt                    | Ford           | 3:44     |  |
| 8.    | «Between Two Lungs»          | Welch, Summers                               | Ford           | 4:09     |  |
| 9.    | «Cosmic Love»                | Welch, Summers                               | Epworth        | 4:16     |  |
| 10.   | «My Boy Builds Coffins»      | Welch, Christopher Lloyd Hayden, Rob Ackroyd | Charlie Hugall | 2:57     |  |
| 11.   | «Hurricane Drunk»            | Welch, Eg White                              | White          | 3:13     |  |
| 12.   | «Blinding»                   | Welch, Epworth                               | Epworth        | 4:40     |  |
| 13.   | «You've Got the Love»        | Anthony B. Stephens                          | Hugall         | 2:49     |  |
| 46:13 |                              |                                              |                |          |  |

| Pistas adicionales para iTunes |                                     |                           |          |  |
| N.º                            | Título                              | Escritor(es)              | Duración |  |
| 14.                            | «Swimming»                          | Welch, Alex James, Mackey | 3:22     |  |
| 15.                            | «Dog Days Are Over» (Vídeo musical) |                           | 3:55     |  |

### Edición de lujo
| Disco 1 |                              |                                              |                |          |  |
| N.º     | Título                       | Escritor(es)                                 | Productor(es)  | Duración |  |
| 1.      | «Dog Days Are Over»          | Florence Welch, Isabella Summers             | James Ford     | 4:13     |  |
| 2.      | «Rabbit Heart (Raise It Up)» | Welch, Paul Epworth                          | Epworth        | 3:52     |  |
| 3.      | «I'm Not Calling You a Liar» | Welch, Summers                               | Ford           | 3:05     |  |
| 4.      | «Howl»                       | Welch, Epworth                               | Epworth        | 3:34     |  |
| 5.      | «Kiss with a Fist»           | Welch, Matt Alchin                           | Stephen Mackey | 2:04     |  |
| 6.      | «Girl with One Eye»          | Alchin, David Ashby, James McCool            | Mackey         | 3:39     |  |
| 7.      | «Drumming Song»              | Welch, Ford, Crispin Hunt                    | Ford           | 3:44     |  |
| 8.      | «Between Two Lungs»          | Welch, Summers                               | Ford           | 4:09     |  |
| 9.      | «Cosmic Love»                | Welch, Summers                               | Epworth        | 4:16     |  |
| 10.     | «My Boy Builds Coffins»      | Welch, Christopher Lloyd Hayden, Rob Ackroyd | Charlie Hugall | 2:57     |  |
| 11.     | «Hurricane Drunk»            | Welch, Eg White                              | White          | 3:13     |  |
| 12.     | «Blinding»                   | Welch, Epworth                               | Epworth        | 4:40     |  |
| 13.     | «You've Got the Love»        | Anthony B. Stephens                          | Hugall         | 2:49     |  |
| 46:13   |                              |                                              |                |          |  |

| Disco 2 |                                                |                              |          |  |
| N.º     | Título                                         | Escritor(es)                 | Duración |  |
| 1.      | «Bird Song Intro»                              | Ackroyd                      | 1:20     |  |
| 2.      | «Bird Song»                                    | Welch, Dev Hynes             | 2:55     |  |
| 3.      | «Dog Days Are Over» (Demo)                     |                              | 3:33     |  |
| 4.      | «Falling»                                      | Welch, Summers               | 3:35     |  |
| 5.      | «Hardest of Hearts»                            | Welch, Summers, Mark Anthony | 3:25     |  |
| 6.      | «Ghosts» ("I'm Not Calling You a Liar" demo)   |                              | 2:58     |  |
| 7.      | «Girl with One Eye» (Bayou Percussion Version) |                              | 3:55     |  |
| 8.      | «Swimming» (Sólo edición de Australia)         |                              | 3:23     |  |

### Edición especial enbox set
| Disco 1 |                              |                                              |                |          |  |
| N.º     | Título                       | Escritor(es)                                 | Productor(es)  | Duración |  |
| 1.      | «Dog Days Are Over»          | Florence Welch, Isabella Summers             | James Ford     | 4:13     |  |
| 2.      | «Rabbit Heart (Raise It Up)» | Welch, Paul Epworth                          | Epworth        | 3:52     |  |
| 3.      | «I'm Not Calling You a Liar» | Welch, Summers                               | Ford           | 3:05     |  |
| 4.      | «Howl»                       | Welch, Epworth                               | Epworth        | 3:34     |  |
| 5.      | «Kiss with a Fist»           | Welch, Matt Alchin                           | Stephen Mackey | 2:04     |  |
| 6.      | «Girl with One Eye»          | Alchin, David Ashby, James McCool            | Mackey         | 3:39     |  |
| 7.      | «Drumming Song»              | Welch, Ford, Crispin Hunt                    | Ford           | 3:44     |  |
| 8.      | «Between Two Lungs»          | Welch, Summers                               | Ford           | 4:09     |  |
| 9.      | «Cosmic Love»                | Welch, Summers                               | Epworth        | 4:16     |  |
| 10.     | «My Boy Builds Coffins»      | Welch, Christopher Lloyd Hayden, Rob Ackroyd | Charlie Hugall | 2:57     |  |
| 11.     | «Hurricane Drunk»            | Welch, Eg White                              | White          | 3:13     |  |
| 12.     | «Blinding»                   | Welch, Epworth                               | Epworth        | 4:40     |  |
| 13.     | «You've Got the Love»        | Anthony B. Stephens                          | Hugall         | 2:49     |  |
| 46:13   |                              |                                              |                |          |  |

| Disco 2 – Live from Abbey Road |                              |                             |          |  |
| N.º                            | Título                       | Escritor(es)                | Duración |  |
| 1.                             | «Between Two Lungs»          |                             | 4:39     |  |
| 2.                             | «Kiss with a Fist»           |                             | 2:52     |  |
| 3.                             | «Hurricane Drunk»            |                             | 3:29     |  |
| 4.                             | «Cosmic Love»                |                             | 5:13     |  |
| 5.                             | «Oh! Darling»                | John Lennon, Paul McCartney | 3:18     |  |
| 6.                             | «Dog Days Are Over»          |                             | 4:30     |  |
| 7.                             | «Drumming Song»              |                             | 4:51     |  |
| 8.                             | «You've Got the Love»        |                             | 3:45     |  |
| 9.                             | «Rabbit Heart (Raise It Up)» |                             | 5:12     |  |

| Disco 3 – Remixes, Covers and Rarities |                                                        |                                                        |          |  |
| N.º                                    | Título                                                 | Escritor(es)                                           | Duración |  |
| 1.                                     | «Halo» (Recorded for Radio 1's Live Lounge)            | Beyoncé Knowles, Ryan Tedder, Evan Bogart              | 3:51     |  |
| 2.                                     | «Hurricane Drunk» (Acoustic Version)                   |                                                        | 2:53     |  |
| 3.                                     | «You've Got the Love» (Fraser T. Smith's Mix)          |                                                        | 2:47     |  |
| 4.                                     | «Rabbit Heart (Raise It Up)» (P.E.S.T Remix)           |                                                        | 6:24     |  |
| 5.                                     | «Drumming Song» (Boy 8-Bit Remix)                      |                                                        | 6:33     |  |
| 6.                                     | «Flakes» (Mystery Jets cover)                          | Blaine Harrison, Kai Fish, Kapil Trivedi, William Rees | 4:24     |  |
| 7.                                     | «An Offering» ("Rabbit Heart (Raise It Up)" demo)      |                                                        | 3:53     |  |
| 8.                                     | «You've Got the Love» (Steve Pitron & Max Sanna Remix) |                                                        | 6:25     |  |
| 9.                                     | «Cosmic Love» (Acoustic Version)                       |                                                        | 4:49     |  |
| 10.                                    | «Are You Hurting the One You Love?»                    | Welch                                                  | 2:58     |  |
| 11.                                    | «Swimming»                                             | Welch, James, Mackey                                   | 3:22     |  |

| DVD |                                                                 |          |  |
| N.º | Título                                                          | Duración |  |
| 1.  | «Between Two Lungs» (Live from the Rivoli Ballroom)             | 4:00     |  |
| 2.  | «My Boy Builds Coffins» (Live from the Rivoli Ballroom)         | 3:07     |  |
| 3.  | «Kiss with a Fist» (Live from the Rivoli Ballroom)              | 2:11     |  |
| 4.  | «Hurricane Drunk» (Live from the Rivoli Ballroom)               | 3:10     |  |
| 5.  | «Cosmic Love» (Live from the Rivoli Ballroom)                   | 4:49     |  |
| 6.  | «Drumming Song» (Live from the Rivoli Ballroom)                 | 4:38     |  |
| 7.  | «Howl» (Live from the Rivoli Ballroom)                          | 3:23     |  |
| 8.  | «Blinding» (Live from the Rivoli Ballroom)                      | 6:03     |  |
| 9.  | «Dog Days Are Over» (Live from the Rivoli Ballroom)             | 4:50     |  |
| 10. | «Rabbit Heart (Raise It Up)» (Live from the Rivoli Ballroom)    | 4:43     |  |
| 11. | «You've Got the Love» (Live from the Rivoli Ballroom)           | 5:27     |  |
| 12. | «Cosmic Love» (Audio en vivo desde el Rivoli Ballroom)          | 4:40     |  |
| 13. | «Between Two Lungs» (Live from the Metropolis Studios)          | 3:58     |  |
| 14. | «Dog Days Are Over» (Live from the Metropolis Studios)          | 4:41     |  |
| 15. | «Rabbit Heart (Raise It Up)» (Live from the Metropolis Studios) | 4:01     |  |
| 16. | «Dog Days Are Over» (Vídeo musical)                             | 3:51     |  |
| 17. | «Rabbit Heart (Raise It Up)» (Vídeo musical)                    | 3:32     |  |
| 18. | «Drumming Song» (Vídeo musical)                                 | 3:44     |  |
| 19. | «You've Got the Love» (Vídeo musical)                           | 2:44     |  |

### Edición japonesa
| CD  |                                     |                                              |                |          |  |
| N.º | Título                              | Escritor(es)                                 | Productor(es)  | Duración |  |
| 1.  | «Dog Days Are Over»                 | Florence Welch, Isabella Summers             | James Ford     | 4:13     |  |
| 2.  | «Rabbit Heart (Raise It Up)»        | Welch, Paul Epworth                          | Epworth        | 3:52     |  |
| 3.  | «I'm Not Calling You a Liar»        | Welch, Summers                               | Ford           | 3:05     |  |
| 4.  | «Howl»                              | Welch, Epworth                               | Epworth        | 3:34     |  |
| 5.  | «Kiss with a Fist»                  | Welch, Matt Alchin                           | Stephen Mackey | 2:04     |  |
| 6.  | «Girl with One Eye»                 | Alchin, David Ashby, James McCool            | Mackey         | 3:39     |  |
| 7.  | «Drumming Song»                     | Welch, Ford, Crispin Hunt                    | Ford           | 3:44     |  |
| 8.  | «Between Two Lungs»                 | Welch, Summers                               | Ford           | 4:09     |  |
| 9.  | «Cosmic Love»                       | Welch, Summers                               | Epworth        | 4:16     |  |
| 10. | «My Boy Builds Coffins»             | Welch, Christopher Lloyd Hayden, Rob Ackroyd | Charlie Hugall | 2:57     |  |
| 11. | «Hurricane Drunk»                   | Welch, Eg White                              | White          | 3:13     |  |
| 12. | «Blinding»                          | Welch, Epworth                               | Epworth        | 4:40     |  |
| 13. | «You've Got the Love»               | Anthony B. Stephens                          | Hugall         | 2:49     |  |
| 14. | «Bird Song Intro»                   |                                              |                | 1:20     |  |
| 15. | «Bird Song»                         |                                              |                | 2:55     |  |
| 16. | «Are You Hurting the One You Love?» |                                              |                | 2:51     |  |
| 17. | «Falling»                           |                                              |                | 3:33     |  |

| DVD |                                                   |          |  |
| N.º | Título                                            | Duración |  |
| 1.  | «Cosmic Love» (Acústico en vivo)                  |          |  |
| 2.  | «Between Two Lungs» (Acústico en vivo)            |          |  |
| 3.  | «Dog Days Are Over» (Acústico en vivo)            |          |  |
| 4.  | «Rabbit Heart (Raise It Up)» (Acústico en vivo)   |          |  |
| 5.  | «Dog Days Are Over» (Vídeo musical)               |          |  |
| 6.  | «Kiss with a Fist» (Vídeo musical)                |          |  |
| 7.  | «Rabbit Heart (Raise It Up)» (Vídeo musical)      |          |  |
| 8.  | «Drumming Song» (Vídeo musical)                   |          |  |
| 9.  | «You've Got the Love» (Vídeo musical)             |          |  |
| 10. | «Dog Days Are Over» (Vídeo musical, versión 2010) |          |  |
| 11. | «Hurricane Drunk» (Vídeo musical)                 |          |  |
| 12. | «Cosmic Love» (Vídeo musical)                     |          |  |

## Reedición:Between Two Lungs
Florence and the Machine anunciaron a través de su sitio web el 24 de septiembre de 2010 que Lungs sería relanzado bajo una reedición el 15 de noviembre de 2010 en una edición digipak de dos discos bajo el nombre de Between Two Lungs. El lanzamiento contenía una nueva edición de arte y un CD extra de 12 canciones incluyendo versiones en vivo, remixes, y las colaboraciones de Florence Welch con Dizzee Rascal, "You've Got the Dirtee Love" y "Heavy in Your Arms", la última de estas dos sería incluida en la banda sonora de la película The Twilight Saga: Eclipse.
| Disco 1 |                              |                                              |                |          |  |
| N.º     | Título                       | Escritor(es)                                 | Productor(es)  | Duración |  |
| 1.      | «Dog Days Are Over»          | Florence Welch, Isabella Summers             | James Ford     | 4:13     |  |
| 2.      | «Rabbit Heart (Raise It Up)» | Welch, Paul Epworth                          | Epworth        | 3:52     |  |
| 3.      | «I'm Not Calling You a Liar» | Welch, Summers                               | Ford           | 3:05     |  |
| 4.      | «Howl»                       | Welch, Epworth                               | Epworth        | 3:34     |  |
| 5.      | «Kiss with a Fist»           | Welch, Matt Alchin                           | Stephen Mackey | 2:04     |  |
| 6.      | «Girl with One Eye»          | Alchin, David Ashby, James McCool            | Mackey         | 3:39     |  |
| 7.      | «Drumming Song»              | Welch, Ford, Crispin Hunt                    | Ford           | 3:44     |  |
| 8.      | «Between Two Lungs»          | Welch, Summers                               | Ford           | 4:09     |  |
| 9.      | «Cosmic Love»                | Welch, Summers                               | Epworth        | 4:16     |  |
| 10.     | «My Boy Builds Coffins»      | Welch, Christopher Lloyd Hayden, Rob Ackroyd | Charlie Hugall | 2:57     |  |
| 11.     | «Hurricane Drunk»            | Welch, Eg White                              | White          | 3:13     |  |
| 12.     | «Blinding»                   | Welch, Epworth                               | Epworth        | 4:40     |  |
| 13.     | «You've Got the Love»        | Anthony B. Stephens                          | Hugall         | 2:49     |  |
| 46:13   |                              |                                              |                |          |  |

| Disco 2 |                                                             |                |               |          |  |
| N.º     | Título                                                      | Escritor(es)   | Productor(es) | Duración |  |
| 1.      | «Heavy in Your Arms»                                        | Welch, Epworth |               | 4:47     |  |
| 2.      | «You've Got the Dirtee Love» (con Dizzee Rascal)            | Welch, Rascal  |               | 3:41     |  |
| 3.      | «Hurricane Drunk» (The Horrors Remix)                       |                |               | 5:45     |  |
| 4.      | «Strangeness & Charm» (Live from Hammersmith Apollo)        |                |               | 5:49     |  |
| 5.      | «Swimming» (Live from Hammersmith Apollo)                   |                |               | 3:31     |  |
| 6.      | «Dog Days Are Over» (Yeasayer Remix)                        |                |               | 4:15     |  |
| 7.      | «Drumming Song» (Live from the iTunes Festival '10)         |                |               | 4:41     |  |
| 8.      | «Girl with One Eye» (Live from the iTunes Festival '10)     |                |               | 3:49     |  |
| 9.      | «Hurricane Drunk» (Live from the iTunes Festival '10)       |                |               | 3:33     |  |
| 10.     | «Dog Days Are Over» (Live from the iTunes Festival '10)     |                |               | 4:15     |  |
| 11.     | «My Boy Builds Coffins» (Live from the iTunes Festival '10) |                |               | 2:47     |  |
| 12.     | «Hospital Beds» (Live from the iTunes Festival '10)         |                |               | 2:17     |  |

### Sencillos
| Año  | Sencillo                                      | Posiciones | Posiciones | Posiciones | Posiciones | Posiciones | Posiciones | Posiciones | Posiciones | Posiciones | Posiciones | Certificaciones | Álbum             |
| Año  | Sencillo                                      | RU         | AUS        | AUT        | BEL (FLA)  | BEL (WAL)  | IRL        | NZ         | CAN        | EU         | US         | Certificaciones | Álbum             |
| ---- | --------------------------------------------- | ---------- | ---------- | ---------- | ---------- | ---------- | ---------- | ---------- | ---------- | ---------- | ---------- | --------------- | ----------------- |
| 2010 | "You Got the Dirtee Love" (con Dizzee Rascal) | 2          | 27         | —          | —          | —          | 24         | —          | —          | —          | —          |                 | Between Two Lungs |

## Personal
| - Florence Welch – voz, tambores, percusión, dirección de arte - Leo Abrahams – guitarra - Rob Ackroyd – guitarra, bajo - Victoria Akintola – vocales - Mete Burch Bator – bajo - Tom Beard – fotografía - Ian Burdge – chelo - Neil Comber – mezclas (canciones 2–4, 6–13) - John Davis – masterización - Tabitha Denholm – dirección de arte - Paul Epworth – producción - Wade Fletcher – fotografía - James For] – producción, piano, mezclas, tambores, bajos, órgano - LaDonna Harley-Peters – vocales - Christopher Lloyd Hayden – tambores - Charlie Henry – chelo - Sally Herbert – violín | - Charlie Hugall – productor, tambores, percusión, bajo. - Stephen Mackey – productor, bajo, vocales, mezclas - Tim McCall – guitarra - Duncan "Pixie" Mills – órgano - Ben Mortimer – edición final - Tom Moth – arpa - Everton Nelson – violín - Mark Rankin – arreglos - Al Riley – arreglos - Jimmy Robertson – arreglos, mezclas - Martin Slattery – tambores - Isabella Summers – producción adicional, tambores, percusión, piano - Cenzo Townshend – mezclas - Orlando Weeks – ilustraciones - Bruce White – viola - Eg White – producción |

## Lista musicales de álbumes
| Lugar          | Lista                            | Posición más alta |
| -------------- | -------------------------------- | ----------------- |
| Australia      | Australian Albums Chart          | 3                 |
| Austria        | Austrian Albums Chart            | 73                |
| Bélgica        | Belgian Albums Chart (Flanders)  | 3                 |
| Bélgica        | Belgian Albums Chart (Wallonia)  | 51                |
| Canadá         | Canadian Albums Chart            | 21                |
| Dinamarca      | Danish Albums Chart              | 37                |
| Países Bajos   | Dutch Albums Chart               | 37                |
| Europa         | European Top 100 Albums          | 6                 |
| Francia        | French Albums Chart              | 117               |
| Alemania       | German Albums Chart              | 55                |
| Grecia         | Greek International Albums Chart | 16                |
| Irlanda        | Irish Albums Chart               | 2                 |
| Nueva Zelanda  | New Zealand Albums Chart         | 3                 |
| Noruega        | Norwegian Albums Chart           | 36                |
| Polonia        | Polish Albums Chart              | 1                 |
| Portugal       | Portuguese Albums Chart          | 8                 |
| España         | Spanish Albums Chart             | 93                |
| Suiza          | Swiss Albums Chart               | 54                |
| Reino Unido    | UK Albums Chart                  | 1                 |
| Estados Unidos | U.S. Billboard 200               | 14                |
| Estados Unidos | U.S. Rock Albums                 | 4                 |
| Estados Unidos | U.S. Heatseekers Albums          | 1                 |
| Estados Unidos | U.S. Alternative Albums          | 2                 |

| País          | Certificación | Simbolización |
| ------------- | ------------- | ------------- |
| Australia     | 2× Platino    | 2▲            |
| Canadá        | Oro           | ●             |
| Europa        | Platino       | ▲             |
| Irlanda       | 4× platino    | 4▲            |
| Nueva Zelanda | Oro           | ●             |
| Polonia       | Platino       | ▲             |
| Reino Unido   | 4× platino    | 4▲            |

| Lista (2009)            | Lugar       | Posición |
| ----------------------- | ----------- | -------- |
| Irish Albums Chart      | Irlanda     | 18       |
| UK Albums Chart         | Reino Unido | 18       |
| Lista (2010)            | Lugar       | Posición |
| European Top 100 Albums | Europa      | 19       |
| UK Albums Chart         | Reino Unido | 8        |

| Predecesor: Sunny Side Up por Paolo Nutini | UK Albums Chart number-one album 17 de enero de 2010 – 24 de enero de 2010 | Sucesor: Sunny Side Up por Paolo Nutini |

## Historial de lanzamientos
| País           | Fecha                    | Discográfica       |
| -------------- | ------------------------ | ------------------ |
| Países Bajos   | 3 de julio de 2009       | Universal Music    |
| Irlanda        | 3 de julio de 2009       | Island Records     |
| Reino Unido    | 6 de julio de 2009       | Island Records     |
| Noruega        | 6 de julio de 2009       | Universal Music    |
| Francia        | 9 de julio de 2009       | Universal Music    |
| Alemania       | 10 de julio de 2009      | Universal Music    |
| Australia      | 17 de julio de 2009      | Universal Music    |
| Polonia        | 24 de julio de 2009      | Universal Music    |
| Japón          | 5 de agosto de 2009      | Universal Music    |
| Canadá         | 11 de agosto de 2009     | Universal Music    |
| Bélgica        | 14 de agosto de 2009     | Universal Music    |
| Italia         | 25 de septiembre de 2009 | Universal Music    |
| Estados Unidos | 20 de octubre de 2009    | Universal Republic |

| País         | Fecha                   | Discográfica    |
| ------------ | ----------------------- | --------------- |
| Países Bajos | 12 de noviembre de 2009 | Universal Music |
| Irlanda      | 12 de noviembre de 2009 | Island Records  |
| Reino Unido  | 15 de noviembre de 2010 | Island Records  |
| Canadá       | 15 de noviembre de 2010 | Universal Music |
| Noruega      | 15 de noviembre de 2010 | Universal Music |
| Alemania     | 16 de noviembre de 2010 | Universal Music |
| Australia    | 19 de noviembre de 2010 | Universal Music |
| Polonia      | 19 de noviembre de 2010 | Universal Music |
| Brasil       | 7 de enero de 2011      | Universal Music |